# 小山弘起
小山 弘起（こやま ひろき、生年月日不明 - ）は、日本の男性アニメプロデューサー。東映アニメーション所属。

## 参加作品

### テレビアニメ
- ONE PIECE (2014年-2015年、アシスタントプロデューサー・2015年-2018年、企画)
- ONE PIECE エピソードオブサボ 〜3兄弟の絆 奇跡の再会と受け継がれる意志〜 (2015年、企画)
- ONE PIECE 〜アドベンチャー オブ ネブランディア〜 (2015年、企画)
- ONE PIECE 〜ハートオブゴールド〜 (2016年、企画)
- ONE PIECE エピソードオブ東の海 〜ルフィと4人の仲間の大冒険!!〜 (2017年、協力プロデューサー)
- ドラゴンボールDAIMA (2024年、エグゼクティブプロデューサー)

### 劇場アニメ
- ONE PIECE STAMPEDE (2019年、企画)[2]
- 映画 ヒーリングっど♥プリキュア ゆめのまちでキュン!っとGoGo!大変身!! (2021年、企画)[1]
- 映画 トロピカル〜ジュ!プリキュア プチ とびこめ！コラボ♡ダンスパーティ！ (2021年、企画)

### Webアニメ
- スーパードラゴンボールヒーローズ プロモーションアニメ (2021年、プロデューサー)

### ボイスドラマ
- 副音声ボイスドラマ プリキュア5 ゆめのまちへ行く！ (2021年、プロデューサー)